# Alois Fischbauer
Alois „Lois“ Fischbauer (* 6. Oktober 1951 in Natternbach, Oberösterreich; † 8. September 2012 ebenda) war ein österreichischer Skibobfahrer und Sportfunktionär. Er gewann in seiner aktiven Laufbahn fünf Weltmeistertitel und war danach Nationaltrainer sowie Präsident des internationalen und österreichischen Skibobverbandes.

## Biografie
Der für die Union Natternbach aktive Alois Fischbauer begann seine Laufbahn als Skibob-Rennfahrer 1968. Nach Titeln im Juniorenbereich gewann er bei den Europameisterschaften 1970 in Livigno alle drei Goldmedaillen in Abfahrt, Riesenslalom und Kombinationswertung. Bei seinen ersten Weltmeisterschaften in Reno musste er sich im Abfahrtslauf nur dem Deutschen Josef Estner geschlagen geben und holte Silber. Auch bei den Europameisterschaften in Villard-de-Lans, wo aufgrund widriger Witterungsbedingungen nur die Abfahrt ausgetragen wurde, gewann er die Silbermedaille hinter seinem Landsmann Silvio Schauberger. Den Höhepunkt seiner Karriere erreichte er bei den Weltmeisterschaften 1973 in Garmisch-Partenkirchen, wo er sämtliche drei Titel erringen konnte. Nach zwei weiteren Europameistertiteln konnte er in Val-d’Isère seine Weltmeistertitel in Abfahrt und Kombination erfolgreich verteidigen, musste sich im Riesenslalom aber Josef Estner beugen. 1976 beendete er im Alter von 24 Jahren seine aktive Laufbahn im Skibobsport.
Zwei Jahre später übernahm der Oberösterreicher die Funktion des ÖSBV-Bundestrainers und betreute bis 1995 erfolgreiche Athleten wie Walter Kroneisl, Markus Moser und Petra Wlezcek. Nebenbei war Fischbauer rund drei Jahrzehnte lang als Spieler und Spielertrainer im unterklassigen Fußball tätig. Später wurde er Präsident der Fédération Internationale de Skibob (FISB) sowie Sportdirektor und Präsident des österreichischen Skibobverbandes (ÖSBV). Im Februar 2012 klagte er über Rückenschmerzen, woraufhin bei ihm Metastasen und ein Tumor in der Lunge diagnostiziert wurden. Anfang September desselben Jahres erlag er nur vier Wochen vor seinem 61. Geburtstag einer Krebserkrankung. Er hinterließ drei erwachsene Kinder, zwei Söhne und eine Tochter.
Die Fußball- und Leichtathletikanlage in seiner Heimatgemeinde Natternbach trägt seit 2013 den Namen Alois-Fischbauer-Sportzentrum.

## Erfolge

### Weltmeisterschaften
- 5 Goldmedaillen (2 Abfahrt, 1 Riesenslalom, 2 Kombination)
- 2 Silbermedaillen (1 Abfahrt, 1 Riesenslalom)

### Weitere Erfolge
- 5 Goldmedaillen bei Europameisterschaften
- 14 österreichische Staatsmeistertitel in den Disziplinen Abfahrt, Riesenslalom und Kombination

## Auszeichnungen
- 1971: Leistungsring der Sportunion
- 1983: Goldenes Ehrenzeichen für Verdienste um die Republik Österreich